# Dicionário Biográfico Sueco
O Svenskt biografiskt lexikon – em português Dicionário Biográfico Sueco – é uma enciclopédia sueca contendo biografias de pessoas e famílias que se destacaram em variados setores da vida social do país.
Começou a ser publicado em 1917, fazendo parte desde 2009 do Arquivo Nacional Sueco.
Espera-se que venha ter 38 volumes, tendo-se chegado já à letra S.
Está acessível na Internet através do endereço https://sok.riksarkivet.se/sbl/Start.aspx.
É uma importante obra de referência para investigadores, estudantes, professores, bibliotecários, jornalistas, etc..